# 普拉兰
普拉兰（英语：Praslin）是加勒比海岛国圣卢西亚普拉兰区的一个城镇，也是该区的行政中心，位于该岛介于蒙雷波斯和登内里之间的东海岸。海拔高度9米，2010年人口327人。